# ويلي وولف
ويلي وولف (بالإنجليزية: Willi Wolff)‏ (و. 1883 – 1947 م) هو كاتب سيناريو، ومنتج أفلام، ومخرج أفلام ألماني، ولد في شونهبك، توفي في نيس، عن عمر يناهز 64 عاماً.

## وصلات خارجية
- ويلي وولف على موقع IMDb (الإنجليزية)
- ويلي وولف على موقع ألو سيني (الفرنسية)
- ويلي وولف على موقع ميوزك برينز (الإنجليزية)
- ويلي وولف على موقع أول موفي (الإنجليزية)
- ويلي وولف على موقع قاعدة بيانات الأفلام السويدية (السويدية)
- ويلي وولف على موقع ديسكوغز (الإنجليزية)
- ويلي وولف على موقع قاعدة بيانات الفيلم (الإنجليزية)
- ويلي وولف على موقع كينوبويسك (الروسية)